# Теренино (Павлово-Посадский городской округ)
Теренино — деревня в Московской области России. Входит в Павлово-Посадский городской округ. Население — 230 чел. (2010).

## География
Деревня Теренино расположена в центральной части городского округа, примерно в 7 км к юго-востоку от города Павловский Посад. Высота над уровнем моря 127 м. Через деревню протекает река Дрезна. В деревне 2 улицы — Свято-Никитская и Центральная. Ближайшие населённые пункты — деревни Ефимово и Логиново.

## История
В 1926 году деревня являлась центром Теренинского сельсовета Теренинской волости Орехово-Зуевского уезда Московской губернии.
С 1929 года — населённый пункт в составе Павлово-Посадского района Орехово-Зуевского округа Московской области, с 1930-го, в связи с упразднением округа, — в составе Павлово-Посадского района Московской области.
До муниципальной реформы 2006 года Теренино входило в состав Улитинского сельского округа Павлово-Посадского района.
В 2001 году в деревне была сооружена часовня Петра и Павла.
С 2004 до 2017 гг. деревня входила в Улитинское сельское поселение Павлово-Посадского муниципального района.

## Население
| 1926 | 2002 | 2006 | 2010 |
| ---- | ---- | ---- | ---- |
| 530  | ↘218 | ↘201 | ↗230 |

В 1926 году в деревне проживало 530 человек (225 мужчин, 305 женщин), насчитывалось 106 хозяйств, из которых 103 было крестьянских. По переписи 2002 года — 218 человек (102 мужчины, 116 женщин).